# Fritz Lange (zapaśnik)
Fritz Lange (ur. 22 stycznia 1885 w Eickel) – niemiecki zapaśnik walczący w stylu klasycznym. Olimpijczyk z Sztokholmu 1912, gdzie zajął piąte miejsce w wadze półciężkiej, ("średniej B").

## Letnie Igrzyska Olimpijskie 1912
| Konkurencja             | Rundy eliminacyjne    | Rundy eliminacyjne      | Rundy eliminacyjne      | Rundy eliminacyjne    | Rundy eliminacyjne | Rundy eliminacyjne   | Klas. końcowa |
| Konkurencja             | Przeciwnik I          | Przeciwnik II           | Przeciwnik III          | Przeciwnik IV         | Przeciwnik V       | Przeciwnik VI        | Miejsce       |
| ----------------------- | --------------------- | ----------------------- | ----------------------- | --------------------- | ------------------ | -------------------- | ------------- |
| +82,5 kg styl klasyczny | Knut Lindberg (FIN) P | Johann Trestler (AUT) Z | Johan Andersson (SWE) Z | Oskar Wiklund (FIN) Z | wolny los Z        | Ivar Böhling (FIN) P | 5.            |